# Поттер, Моника
Моника Поттер (англ. Monica Potter, урождённая Моника Грегг Брокау, англ. Monica Gregg Brokaw; род. 30 июня 1971, Кливленд, Огайо) — американская актриса, номинант на премию «Золотой глобус» в 2014 году за роль в драматическом сериале «Родители».

## Ранние годы
Родилась 30 июня 1971 года в городе в Кливленде, штат Огайо. Отец — изобретатель, мать — секретарь больницы. Имеет трёх сестер. С 12 лет Моника начала заниматься модельным бизнесом. Ее бабушка и дедушка по материнской линии были ирландскими иммигрантами. В детстве Поттер хотела стать монахиней. Она посещала академию Вилла Анджела и окончила среднюю школу Евклида. Она также провела часть своих ранних лет в Арабе, штат Алабама. Поттер начала играть в театре Кливленда, когда училась в начальной школе. Начиная с 12 лет, она работала в цветочном магазине, а позже, в подростковом возрасте, в магазине сэндвичей. Затем немного работала моделью для газетной и журнальной рекламы. После появления в нескольких рекламных роликах в Чикаго Поттер переехала в Лос-Анджелес в 1994 году.

## Карьера
Она дебютировала в 1994 году в дневной мыльной опере «Молодые и дерзкие».
Во второй половине девяностых, Поттер начала свою карьеру на большом экране, где исполняла основные женские роли в таких картинах как «Воздушная тюрьма», «Прохладное, сухое место», «Целитель Адамс», «Небеса или Вегас», «Вверх тормашками» и «И пришёл паук». В 2003 году она переместилась на телевидение, где снялась в первом сезоне сериала «Юристы Бостона». Также у Поттер была регулярная роль второго плана в сериале 2009 года «Верь мне», который был закрыт после одного сезона.
С 2010 по 2015 год Поттер снималась в телесериале «Родители». В четвёртом сезоне шоу Поттер привлекла к себе значительное внимание со стороны прессы благодаря сюжетной линии, где её героиня мучительно борется с раком. Некоторые критики отметили, что её игра достойна Премии «Эмми» за лучшую женскую роль второго плана в драматическом телесериале. Номинацию на «Эмми» она так и не получила, несмотря на то, что была основным претендентом на награду среди критиков. Также она получила премию «Выбор телевизионных критиков» за лучшую женскую роль второго плана в драматическом сериале, а также номинировалась на Премия «Золотой глобус» за лучшую женскую роль второго плана — мини-сериал, телесериал или телефильм и премию Ассоциации телевизионных критиков за личные достижения в драме в 2013 году.

## Личная жизнь
Моника была замужем за Томом Поттером с 1990 по 1998 год, у них двое сыновей Дэниел и Лиам. В 2005 году Поттер вышла замуж за Дэниела Кристофера Эллисона, хирурга-ортопеда. У них есть дочь Молли, родившаяся в 2005 году. В марте 2015 года муж Поттер поступил в резерв Военно-морского флота США в качестве врача, получив звание капитан-лейтенанта. В феврале 2018 года пара подала на развод.
Отец Поттер умер в 2002 году от сердечно-сосудистых заболеваний.

## Фильмография

### Кино
| Год  | Название на русском     | Название на английском                  | Роль             | Примечания       |
| ---- | ----------------------- | --------------------------------------- | ---------------- | ---------------- |
| 1996 | Пуленепробиваемый       | Bulletproof                             | Байкер           |                  |
| 1997 | Воздушная тюрьма        | Con Air                                 | Трисия По        |                  |
| 1998 | Прохладное, сухое место | A Cool, Dry Place                       | Кейт Даррел      |                  |
| 1998 | Кое-что о Марте         | Martha, Meet Frank, Daniel and Laurence | Марта            | Британский фильм |
| 1998 | Без предела             | Without Limits                          | Мэри Маркс       |                  |
| 1998 | Целитель Адамс          | Patch Adams                             | Коринн Фишер     |                  |
| 1999 | Небеса или Вегас        | Heaven or Vegas                         | Лили             |                  |
| 2001 | Вверх тормашками        | Head Over Heels                         | Аманда Пирс      |                  |
| 2001 | И пришёл паук           | Along Came a Spider                     | Джеззи Флэнниган |                  |
| 2002 | Любовь по случаю        | I’m with Lucy                           | Люси             |                  |
| 2004 | Пила: Игра на выживание | Saw                                     | Элисон Гордон    |                  |
| 2008 | Низшее образование      | Lower Learning                          | Лаура Бухвальд   |                  |
| 2009 | Последний дом слева     | The Last House on the Left              | Эмма Коллингвуд  |                  |

### Телевидение
| Год       | Название на русском           | Название на английском     | Роль                | Примечания |
| --------- | ----------------------------- | -------------------------- | ------------------- | --- |
| 1994      | Молодые и дерзкие             | The Young and the Restless | Шарон Ньюман        | |
| 2003      | Хроники коробки для завтраков | The Lunchbox Chronicles    | Кейт                | Пилот |
| 2004      | Обратимые ошибки              | '                          |                     | Мини-сериал |
| 2004-2005 | Юристы Бостона                | Boston Legal               | Лори Колсон         | 21 эпизод Номинация — Премия Гильдии актёров США за лучший актёрский состав в комедийном сериале (2006) |
| 2007      | Служить и защищать            | Protect and Serve          | Лиззи Борелли       | Пилот |
| 2009      | Верь мне                      | Trust Me                   | Сара Крайчек-Хантер | 13 эпизодов |
| 2010—2015 | Родители                      | Parenthood                 | Кристина Брейвермэн | Регулярная роль, 103 эпизода Премия «Выбор телевизионных критиков» за лучшую женскую роль второго плана в драматическом сериале (2013) Номинация — Премия «Золотой глобус» за лучшую женскую роль второго плана — мини-сериал, телесериал или телефильм (2014) Номинация — Премия Ассоциации телевизионных критиков за личные достижения в драме (2013) Номинация — TV Guide Award за лучшую женскую роль в драматическом сериале (2013) |
| 2018      | Коллективный разум            | Wisdom of the Crowd        | Алекс Хейл          | Регулярная роль |